# Gmina Makedonski Brod
Gmina Makedonski Brod (mac. Општина Македонски Брод) – gmina miejska w środkowej Macedonii Północnej.
Graniczy z gminami: Dołneni od południowego wschodu, Czaszka i Studeniczani od wschodu, Sopiszte od północnego wschodu, Żelino i Brwenica od północy, Gostiwar i Kiczewo od zachodu, Płasnica od południowego zachodu oraz z Kruszewo od południa.
Skład etniczny
- 97% – Macedończycy
- 2,53% – Turcy
- 0,47% – pozostali

W skład gminy wchodzą:
- miasto: Makedonski Brod;
- 50 wsi: Bełica, Bencze, Bitowo, Blizansko, Breznica, Brest, Cresznewo, Dewicz, Dołni Manastirec, Dołno Botuszje, Dołno Kruszje, Dragow Doł, Drenowo, Gorni Manastirec, Gorno Botuszje, Gorno Kruszje, Gresznica, Incze, Iżiszte, Kałudźerec, Kosowo, Kowacz, Kowcze, Krapa, Łatowo, Łokwica, Łupiszte, Mogilec, Modriszte, Oreowec, Ramne, Rastesz, Rusjaci, Samokow, Slansko, Slatina, Staro Seło, Suwodoł, Suszica, Tażewo, Tomino Seło, Topołnica, Trebino, Trebowlie, Wir, Wołcze, Zagrad, Zdunje, Zrkle, Zweczan.